# Гессен Марія Олександрівна
Марія Олександрівна Гессен (нар. 13 січня 1967, Москва) — російська та американська журналістка, письменниця, колишня директорка російської служби «Радіо Свобода», авторка низки книг, активістка ЛГБТ-руху.

## Біографія
Народилася в Москві у єврейській родині. Батько Олександр Борисович Гессен (нар. 1944) — програміст, згодом підприємець (другим шлюбом з 1999 року одружений з акторкою Тетяною Веселовою). Мати Олена Самуїлівна Мінкіна (1942—1992) — перекладачка та літературна критикиня. Її бабуся за батьком, Естер Яківна Гольдберг (у шлюбі Гессен; 1923—2014) — перекладачка та мемуаристка, працювала в журналі «Радянська література», вдова Бориса Арнольдовича Гессена (1919—1980), сина пушкініста А.І. Гессена. Її бабуся по матері, Розалія Моїсеївна Солодовник (1920—2015) — за освітою вчителька історії, в післявоєнні роки працювала цензоркою телеграм на Центральному телеграфі в Москві, пізніше перекладачка художньої прози з англійської та німецької мов; вдова загиблого на фронті лейтенанта Самуїла Львовича Мінкіна (1919—1942).
1981 року емігрувала з батьками до США, там навчалася на архітекторку, але не закінчила освіту, 1991 року повернулася до Москви. З 1993 оселилася в Москві. Її брат Кіт Гессен (нар. 1975) також прозаїк та журналіст. Є також молодший брат Данило (нар. 2000).
У січні 2004 року у Гессен було виявлено мутацію в гені BRCA1 (англ. breast cancer — рак грудей, через яку ген не міг виконувати своєї функції — зупиняти безконтрольне розмноження клітин тканини молочної залози, яке за наявності мутації починається рано чи пізно в 87% випадків, розвивається швидко і закінчується смертю. Її мати померла в 49 років, тітка — в 52. У серпні 2005 Гессен перенесла мастектомію, про що (і про соціальне значення генетики) в 2008 вона написала книгу..
Пише російською та англійською мовами, її статті публікувалися в США у виданнях The New Republic, New Statesman, Granta і Slate, в Росії — в журналах «Новий час», «Підсумки», «Великое місто», «Прапор». У 2000—2001 роках Гессен очолювала корпункт американського тижневика US News & World Report. Була керівницею порталу Політ.ру (2002—2003), заступницею головного редактора журналу «Велике місто» (2004—2005), головною редакторкою журналу «Gala» в Росії (2007—2008), однією з головних редакторок проєкту «Сноб» (2008—2011).У 2011 році повідомлялось, що Гессен написала книгу англійською під назвою «Людина без обличчя: неймовірне сходження Володимира Путіна» (англ. The Man Without a Face: The Unlikely Rise of Vladimir Putin), Riverhead Books в США.
19 травня 2013 року Гессен заявила про намір покинути Росію і переїхати до Нью-Йорка з міркувань безпеки.
З 2014 року Гессен публікувалася в журналі The New Yorker. 2017 року вона стала його штатною авторкою. Запрошена професорка політології в Емгерському коледжі (2017—2018). Викладає також на відділенні російських та східноєвропейських досліджень Оберлінського коледжу.

## Особисте життя та погляди
Маша Гессен не приховує своєї гомосексуальності і виступає за захист прав сексуальних меншин. Виховує трьох дітей (один усиновлений та двоє рідних). Син Вова (1997 року народження) був усиновлений у Калінінграді. Дочка Йолка (2001 року народження) – рідна. Під час декретної відпустки Марія поїхала народжувати до США.
У 1990-х роках Марія Гессен була однією з провідних ЛГБТ-активісток Росії. Разом з Євгенією Дебрянською вона брала участь в організації всеросійської ЛГБТ-організації «Трикутник», брала участь у боротьбі за відміну кримінальної статті, яка переслідує геїв. Гессен продовжує виступати за права ЛГБТ, зокрема вона виступає проти законів про заборону «пропаганди гомосексуалізму».
У 2004 році в США був зареєстрований шлюб Маші Гессен з громадянкою Росії Світланою Генераловою (більш відомою як Свеня Генералова), яка п'ять років пропрацювала в громадських організаціях за права геїв і лесбійок, потім займалася вдома з дітьми, фотографка, робила знімки для редагованого Гессен журналу «Snob» та журналу московської єврейської громади «Лехаїм», а також для інтернет-видань; має також спеціальність будівельниці. Другий шлюб був зареєстрований із Дар'єю Орєшкіною, картографкою та графічною дизайнеркою, кандидаткою географічних наук (2006).
В інтерв'ю Карену Шаіняну, опублікованому в YouTube 18 лютого 2020 року, Маша Гессен вперше в російськомовному просторі зробила камінг-аут як небінарна персона і заявила, що вже кілька років приймає гормональну замісну терапію на основі препаратів тестостерону. В англомовному просторі Гессен використовує займенники they/them.

## Критика
Аналізуючи статтю Гессен The Dying Russians від 2 вересня 2014 року, журналіст Forbes Марк Адоманіс приходить до висновку, що стаття «засмічена фактологічними помилками» (littered with factual errors). На думку Адоманіса, після прочитання статті Гессен у людини, яка не є фахівцем, «може скластися хибна картина про демографію Росії».

### Статті
- Masha Gessen. Russia's Conquering Zeros // The Wall Street Journal : newspaper. — 2009. — . — 11.

### Книги
- Masha Gessen. The Rights of Lesbians and Gay Men in the Russian Republic. — International Gay & Lesbian Human Rights Comm, 1993. — С. 60. — ISBN 9781884955136.
- Half a Revolution: Contemporary Fiction by Russian Women / Masha Gessen. — Cleis Press[en], 1995. — С. 269. — ISBN 9781573440066.
- Masha Gessen. Dead Again: The Russian Intelligentsia after Communism. — Verso, 1997. — С. 211. — ISBN 9781859841471.
- Masha Gessen. Ester and Ruzya: How My Grandmothers Survived Hitler's War and Stalin's Peace. — Bloomsbury Publishing PLC, 2004. — С. 320. — ISBN 9780747564096. (переиздана в 2005 году под названием «Two Babushkas»)
- Masha Gessen. Blood Matters: From Inherited Illness to Designer Babies, How the World and I Found Ourselves in the Future of the Gene. — Houghton Mifflin Harcourt[en], 2008. — С. 336. — ISBN 9780151013623. (a New York Times Notable Book of the year, переиздана издательством Granta Books под названием «Blood Matters: A Journey Along the Genetic Frontier»)
- Masha Gessen. Perfect Rigor: A Genius and the Mathematical Breakthrough of the Century. — Houghton Mifflin Harcourt[en], 2009. — С. 256. — ISBN 978-0151014064.; в переводе на русский язык: Совершенная строгость. — М.: Астрель: Corpus, 2011. — 272 с. — ISBN 978-5-271-33232-6
- Masha Gessen. The Man Without a Face: The Unlikely Rise of Vladimir Putin. — New York : Riverhead Books, 2012. — ISBN 9781594488429.
- Masha Gessen. Words Will Break Cement: The Passion of Pussy Riot. — Riverhead Hardcover[en], 2014. — С. 320. — ISBN 978-1-59463-219-8.
- Masha Gessen. The Brothers: The Road to an American Tragedy. — Penguin, 2015. — С. 290.
- Masha Gessen. Where the Jews Aren't: The Sad and Absurd Story of Birobidzhan, Russia's Jewish Autonomous Region. — Random House & Schocken, 2016. — С. 192.
- Masha Gessen. The Future Is History: How Totalitarianism Reclaimed Russia. — Riverhead Books[en], 2017. — С. 400. — ISBN 978-1-59463-453-6. London: Granta Books, 2017. — National Book Award[en] (2017)
- Essay by Masha Gessen. Photography by Misha Friedman. Never Remember: Searching for Stalin's Gulags in Putin's Russia. — Columbia Global Reports, 2018. — С. 176. — ISBN 978-0-99772-296-3.
- Masha Gessen. Surviving Autocracy. — Riverhead Books, 2020. — С. 272. — ISBN 978-0-59318-893-4.

### За редакцією та у перекладі Маші Гессен
- Valeriia Narbikova . In the Here and There. Перекладається по Masha Gessen. Ardis, 1999. - 145 p.
- Gay Propaganda: Russian Love Stories. Edited by Masha Gessen. OR Books, 2014. - 224 p.; Російське видання - Історії кохання: пропаганда гомосексуалізму в Росії. OR Books, 2014. -289 с. - ISBN 978-1-939293-35-0